# Лев Иванов
Лев Иванович Иванов е руски балетмайстор и балетен педагог. Работил е в Мариинския театър в Санкт Петербург. Полага началото на симфонизацията в танца. Поставил е балетите на Чайковски „Лебедово езеро“ (1895 г.) и „Лешникотрошачката“ (1892 г.)

## Биография
Иванов е роден на 18 февруари (стар стил) 1834 г. в Москва. Извънбрачно дете, до 3-годишна възраст расте в дом за сираци, след което е осиновен.
От 1844 до 1852 г. учи в Санктпетербургското театрално училище (днес Руска балетна академия „А. И. Ваганова“) при Жан-Антоан Петипа, Александър Пименов, Пиер Фредерик Малаверн и Емил Гредлю.. След дипломирането си е приет в петербургската балетна трупа на Имперския театър, а през 1860 г. – в Мариинския театър.
С времето се специализира в характерните танци – най-вече испански и италиански, с чиито изпълнения жъне огромен успех.
През 1869 г. Мариус Петипа наследява Артур Сен-Леон като главен балетмайстор и Иванов става първи солист на Петербургския имперски балет. Сред ролите му са Феб и Клод Фроло от „Есмералда“, Солор в „Баядерка“, Конрад в „Корсар“. С възхода на Павел Гердт, Иванов започва да се занимава с режисура и балетни постановки.
От 1882 г. е режисьор, а от 1885 – втори балетмайстор на Имперския театър и помощник на Петипа. За неговата музикалност се носят легенди – можел по слух да запомни и възстанови цели балетни постановвки.
За последен път играе на сцена през 1893 г. В годините си е партнирал с Елена Андреяновна и Татяна Смирнова.
Умира на 24 декември (стар стил) 1901 г. в Петербург.
| „                                             | Иванов никога не бе учил музика, но имаше великолепен слух и феноменална музикална памет; той можеше по слух да свири на пиано, след като е чул нещо само веднъж. Спомням си един такъв интересен случай. Антон Рубинщайн пишеше музиката за балета „Филоксер“, който после преименува на „Лозницата“. Беше поканен в залата за репетиции в присъствието на балетмайстор Петипа и други компетентни люде, сред които бе и Лев Иванович. Балетът беше доста дълъг и имаше нужда от преправяне... След срещата Рубинщайн, слизайки по стълбите към Театралната зала, където течаха репетициите, бил шокиран да чуе някой да свири на пиано части от „Филоксер“, които той току-що бил представил. Естествено, бил доста заинтригуван и отишъл да търси пианиста. Това бил Иванов, който въпреки че току-що бил чул балета за първи път, бил запомнил доста дълги части от него. Маестрото изразил своето задоволство – такъв феномен, по неговите думи, не бил виждан повече от сто години. | “ |
| Екатерина Вазем, „Мемоарите на една балерина“ | |   |

## Постановки
- 1887 – „Омагьосаната гора“, муз. Рикардо Дриго[2]
- 1887 – „Харлемско лале“, муз. Борис Фитингоф-Шел, съвместно с Петипа[2][6]
- 1888 – „Севилска красавица“, в Красное село
- 1890 – „Жертвите на Амур или Радостите на любовта“, муз. Лудвиг Минкус, в Красное Село, после в Мариински
- 1890 – „Половецки танци“, Александър Бородин, (първа постановка)[2]
- 1891 – „Празника на лодкарите“, муз. Александър Фридман, в Красное Село
- 1892 – славянски танци от първо и второ действие на операта балет „Млада“, муз. Николай Римский-Корсаков
- 1892 – „Лешникотрошачката“, муз. Пьотр Илич Чайковски [8]. Иванов поставя хореографията за премиерата, поради влошеното здравословно състояние на Петипа, въпреки че последният е споменат на афишите. Танцът на снежинките, изпълнен от 60 балерини в бели туники, е знаков за времето си.[2]
- 1893 – Вълшебната флейта, муз. Рикардо Дриго
- 1893 – „Пепеляшка“, муз. Борис Фитингоф-Шел (балът във второ действие)
- 1895 – „Лебедово езеро“, муз. Чайковски – сцените край езерото във 2. действие; в 4. действие съвместно с Петипа, вкл. танца на малките лебеди – едно от най-известните па-де-катр, венецианския танц и унгарския танц.
- 1896 – „Ацис и Галатея“, муз. Андрей Кадлец
- 1897 – „Дочь Микадо“, муз. Василий Врангел
- 1900 – Унгарска рапсодия, муз. Ференц Лист. Първоначално част от „Конче-вихрогонче“ на Цезар Пуни[2], впоследствие част от абсолвентските концерти на Академия „Ваганова“.
- „Силвия“, муз. Лео Делиб – постановката е довършен от Павел Гердт.[2]
- „Египетски нощи“ – замислена от Иванов, изпълнена от Михаил Фокин.[2][6]

## Педагогическа дейност
От 1858 г. води Класически танц в малките девически класове в Петербургското театрално училище. Сред ученичките му са Екатерина Вазем, Александра Вергина, Евгения Соколова, Мария Горшенкова, Варвара Никитина, Клавдия Куличевская, Олга Преображенская, Матилда Кшесинская, Агрипина Ваганова и много други бъдещи балерини и солистки на Мариинския театър.

## Галерия
- В ролята на Конрад в „Корсар“, 1875 г.
- В ролята на Солор в „Баядерка“, 1877 г.
- Корица на оригиналната музика на балета "Омагьосаната гора, 1887 г.